# Cirerer marasca
El marasquer (Prunus cerasus var. marasca) és un cultivar del guinder (αληθεια), que produeixen les marasques. Té fama de tenir el seu millor sabor quan es cultiva a la costa de Croàcia (Dalmàcia històrica). El rendiment més gran de la fruita es troba a Zadar, Croàcia, però s'ha cultivat amb èxit al nord d’Itàlia, Eslovènia, el sud d’Hongria i Bòsnia i Hercegovina. S'ha naturalitzat a Amèrica del Nord, tot i que, si bé és la cirera base original que s'utilitza per a ella, la cirera maraschino del comerç americà és la varietat de cirera dolça Royal Ann. La varietat va ser publicada per primera vegada per Roberto de Visiani a Flora dalmatica, 1850.

## Descripció
Els fruits són més petits i més foscos que els del guinder, i tenen una sabor una mica amarga. La florida advé a l'abril i la fructificació és a la fi del juny. Les flors són blanques i de cinc pètals.
En comparació amb altres cireres, el fruit del cirerer marasca és petit, amb antocianines pel seu color fosc i gairebé negre. El seu sabor amarg i la seva polpa més seca fan que les cireres de marasca siguin ideals per crear un licor de cireres fi. Per definició, se suposa que el veritable licor Maraschino només es fa a partir de cireres de marasca.

## Utilitzacions
El marasquer és una planta mel·lífera i se n'obté una bona mel, també monofloral però solament en zones amb una gran difusió de l'arbre, per exemple al Carso Triestino (Itàlia). S'empra sobretot en cuina i per a produir la licor marasquina. Conté vitamina A i C i té una acció antioxidant gràcies a la presència de flavonoides.